# УЕФА суперкуп 2005.
УЕФА суперкуп 2005. је била фудбалска утакмица одиграна између Ливерпула из Енглеске и ЦСКА Москва из Русије. Утакмица је играна 26. августа 2005. на Стаде Луј II, Монако, на годишњем УЕФА Суперкупу који се такмичио између победника УЕФА Лиге шампиона и Купа УЕФА. Ливерпул се пети пут појавио у Суперкупу, победивши у такмичењу 1977. и 2001. године. ЦСКА из Москве је први пут наступио у Суперкупу, први руски тим који се уопште појавио у такмичењу.
Тимови су се квалификовали за такмичење победом у два сезонска европска такмичења. Ливерпул је освојио УЕФА Лигу шампиона 2004–05, победивши италијански тим Милан са 3–2 у извођењу пенала након што је меч завршио резултатом 3–3. ЦСКА Москва је освојио Куп УЕФА 2004–05, победивши португалски тим Спортинг ЦП са 3–1.
Гледан од 17.042 гледалаца, ЦСКА је повео у првом полувремену када је Данијел Карваљо постигао гол. Ливерпул није одговорио све до 82. минута када је замена Џибрил Сисе постигао погодак. Резултат је остао 1–1 до краја 90 минута да би се меч прешао у продужетке. Сисе је поново погодио у 103. минуту за вођство Ливерпула, које је касније сојим поготком повећао Луис Гарсија. Ливерпул је издржао до краја продужетака да би победио у мечу резултатом 3–1, своју трећу победу у Суперкупу.

## Утакмица

### Резиме
ЦСКА је први кренуо са средине терена, али је Ливерпул имао прву шансу на мечу. Дитмар Хаман је шутирао са 20 јарди (18 м), али је његов ударац одбранио голман ЦСКА Игор Акинфејев. Убрзо 11 минута након почетка меча Луис Гарсија је прошао на гол након додавања Хамана, али пре него што је успео да шутира, Акинфејев је ухватио лопту. Гарсија је поново шутирао на гол неколико тренутака касније након додавања Боудевијна Зендена, али је његов ударац отишао преко пречке. Средином првог полувремена, Гарсија је пасом пронашао Фернанда Морјентеса на 25 јарди (23 м) од гола, али је Акинфејев одбранио Моријентесов наредни ударац. У овом тренутку у мечу, Ливерпул је доминирао поседом, али није успео да то претвори у голове. Са Ливерпулом који је доминирао у већем делу полувремена, ЦСКА је постигао гол у низу. Везиста Данијел Карваљо узео је лопту поред голмана Ливерпула Пепеа Реине и убацио лопту у отворени гол и довео ЦСКА у вођство од 1:0. Тек у 36. минуту Ливерпул је створио још једну прилику за гол, али Гарсија и Стив Финан нису успели да постигну гол. Пред крај полувремена, Зенден је добио жути картон због фаула над Чидија Одијеом.
Ливерпул је започео друго полувреме, а пет минута на полувремену дефанзивац Ливерпула Жосеми је добио жути картон због фаулирања Милоша Красића. Лоша игра Ливерпула пред голом настављена је и након поновног старта,  Хосеми је имао прилику да постигне гол, али је његов ударац са ивице шеснаестерца отишао преко пречке. Након напада, Ливерпул је направио прву замену на мечу, Флорент Синама Понголле је заменио Финана. После нешто више од сат времена игре, неспоразум између голмана Рејне и одбрамбеног играча Ливерпула Самија Хипија је умало довело до гола ЦСКА, пре него што је Хипиа интервенисао да избије лопту. ЦСКА је прву замену направио у 66. минуту, а Јурија Жиркова је заменио Дејвидас Шемберас. Ливерпул је ово пратио заменом Ћабија Алонса са Мохамедом Сисоком. Вагнер Лав је у 77. минуту имао шансу да повећа вођство ЦСКА, али после додавања није успео да исконтролише лопту и изгубио ју је из свог поседа. Упркос свом вођству, ЦСКА је био негативан у игри, били су кажњени када је Ливерпул заменио Џона Арнеа Рисеа нападачем Ђибрилом Сисеом. Са  својим уласком у игру Сисе је одмах појачао напад. Додавање Гарсије Сиско је испратио али је лопту избио одбрамбени играч ЦСКА Сергеј Игнашевич, међутим лопта се рикошетирала до Сисеа и он ју је сместио у гол након што је голман Акинфејев изашао са своје линије у покушају да избије лопту. Сисеов гол је значио да је меч сада нерешен 1–1 и без даљих голова меч је отишао у продужетке.
ЦСКА је започео прво полувреме продужетака. Пет минута у полувремену, замена Ливерпула Синама Понголе је добила жути картон. На два минута до краја првих 15 минута надокнаде, лопта је одиграна у центар а Игнашевич је погрешно проценио лет лопте, која му је прешла преко главе и пала до Сисеа. Његов следећи ударац је одбранио Акинфејев, али се лопта одбила опет до Сисеа који је постигао гол и донео вођство Ливерпулу од 2-1. Полувреме је приведено крају уз вођство Ливерпула први пут на мечу. Ливерпул је започео друго полувреме продужетака. ЦСКА је имао прву шансу на полувремену, али је Вагнер Лавов напор лако спасио Реина. Ливерпул је одговорио на половини полувремена, Убацивање Сисеа са десне стране терена је дочекао Гарција и постигао погодак. Више голова није постигнуто, а судија је свирао на крају са коначним резултатом 3–1 за Ливерпул.

### Детаљи
| Ливерпул                      | 3–1 (п. с. н.) | {ЦСКА Москва |
| ----------------------------- | -------------- | ------------ |
| Сисе 82’, 103’ · Гарсија 109’ | Извештај       | Карваљо 28’  |

| Ливерпул | ЦСКА Москва |

|                  |    |                     |     |     |
|                  |    |                     |     |     |
| GK               | 25 | Пепе Реина          |     |     |
| RB               | 17 | Хосеми              | 50’ |     |
| CB               | 23 | Џејми Карагер (c)   |     |     |
| CB               | 4  | Сами Хипије         | 73’ |     |
| LB               | 6  | Јон Арне Рисе       |     | 79’ |
| CM               | 14 | Шаби Алонсо         |     | 70’ |
| CM               | 16 | Дитмар Хаман        |     |     |
| RW               | 3  | стив Финан          |     | 55’ |
| AM               | 10 | Луис Гарсија        |     |     |
| LW               | 30 | Будевејн Зенден     | 38’ |     |
| CF               | 19 | Фернандо Моријентес |     |     |
| Резервни играчи: |    |                     |     |     |
| GK               | 20 | Скот Карсон         |     |     |
| DF               | 28 | Стивен Варнок       |     |     |
| MF               | 22 | Мохамед Сисоко      |     | 70’ |
| FW               | 9  | Џибрил Сисе         |     | 79’ |
| FW               | 24 | Флоран Синама       | 95’ | 55’ |
| Менаџер:         |    |                     |     |     |
| Рафаел Бенитез   |    |                     |     |     |

|                  |    |                      |      |     |
|                  |    |                      |      |     |
| GK               | 35 | Игор Акинфејев       |      |     |
| CB               | 24 | Василиј Березуцки    |      |     |
| CB               | 4  | Сергеј Игнашевич (c) |      |     |
| CB               | 6  | Алексеј Березуцки    |      |     |
| RM               | 15 | Чиди Одија           |      | 90’ |
| CM               | 25 | Елвир Рахимић        |      |     |
| CM               | 22 | Јевгениј Алдонин     |      |     |
| LM               | 18 | Јуриј Жирков         |      | 66’ |
| RW               | 17 | Милош Красић         |      | 85’ |
| LW               | 7  | Данијел Карваљо      |      |     |
| CF               | 11 | Вагнер Лав           |      |     |
| Резервни играчи: |    |                      |      |     |
| GK               | 1  | Вениамин Мандрикин   |      |     |
| DF               | 2  | Деивидас Шемберас    |      | 66’ |
| MF               | 8  | Ролан Гусев          |      | 90’ |
| MF               | 10 | Дуду Сеаренсе        | 101’ | 85’ |
| FW               | 13 | Сергеј Самодин       |      |     |
| Менаџер:         |    |                      |      |     |
| Валериј Газејев  |    |                      |      |     |

| Играч утакмице: Џибрил Сисе (Ливерпул) Помоћне судије: Adriaan Inia (Холандија) Rob Meenhuis (Холандија) Четврти судија:' Ерик Брамар (Холандија) | Правила утакмице - Игра се 90 минута - У случају нерешеног играју се продужици 30 минута до златног гола ако је потребно - Приступа се извођењу једанаестераца ако је резултати и даље изједначен - Седам именованих замена, од којих се могу користити до три |